# Manuel Andújar (motociclista)
Manuel Andújar (Lobos, Provincia de Buenos Aires, 4 de junio de 1996) es un piloto de cuatriciclo argentino. 
Participó en 7 ediciones del Rally Dakar obteniendo el cuarto puesto en 2020, el primer puesto en el Rally Dakar de 2021 ganando 2 etapas y liderando desde la etapa N.º 7 y el primer puesto en el Rally Dakar de 2024 ganando 3 etapas y manteniendo el liderazgo desde la etapa 4.

## Palmarés
- 2017: 6.º en la categoría Quads en el Rally de Merzouga
- 2018: 7.º en la categoría Quads 4x2 del CARCC; 9.º en la General de la Categoría Quads del Desafío Ruta 40
- 2019: 3° en la categoría Quads Q1 del Campeonato Argentino de Navegación CANAV
- 2020: 4° en la categoría Quads del Rally Dakar
- 2021: 1° en la categoría Quads del Rally Dakar, ganador de 2 etapas[3] - Campeón Mundial de Cross Country[4]
- 2022: abandono en la categoría Quads del Rally Dakar, ganador de 3 etapas
- 2024: 1° en la categoría Quads del Rally Dakar, ganador de 3 etapas

## Resultados

### Rally Dakar
| Año     | Clase | Vehículo | Posición | Victorias de etapa |
| ------- | ----- | -------- | -------- | ------------------ |
| 2018    | Quads | Yamaha   | 29.º     | -                  |
| 2019    | Quads | Yamaha   | 5.º      | -                  |
| 2020    | Quads | Yamaha   | 4.º      | -                  |
| 2021    | Quads | Yamaha   | 1.º      | 2                  |
| 2022    | Quads | Yamaha   | Ret.     | 3                  |
| 2023    | Quads | Yamaha   | Ret.     | 3                  |
| 2024    | Quads | Yamaha   | 1.º      | 3                  |
| 2025    | SSV   | Can-Am   | 28.º     | -                  |
| Fuente: |       |          |          |                    |

### Mundial de Rally Cross-Country de la FIM
| Año  | Categoría | Vehículo | Posición | Puntaje | Victorias                               |
| ---- | --------- | -------- | -------- | ------- | --------------------------------------- |
| 2021 | Quads     | Yamaha   | 1.º      | 104     | 3 (Kazajistán, Marruecos y Dos Sertões) |

### Campeonato Mundial de Rally Raid (FIM)
| Año     | Clase | Vehículo | Posición | Puntaje | Victorias          |
| ------- | ----- | -------- | -------- | ------- | ------------------ |
| 2022    | Quads | Yamaha   | Ret.     | 0       | -                  |
| 2023    | Quads | Yamaha   | 6.º      | 25      | 1 (Ruta 40)        |
| 2024    | Quads | Yamaha   | 1.º      | 76      | 2 (Dakar, Ruta 40) |
| Fuente: |       |          |          |         |                    |